# Barabajagal
Barabajagal är ett musikalbum av Donovan släppt 1969. Det är ett mera hårt rockande album än tidigare från Donovan, mycket på grund av titelspåret där hårdrockspionjärerna från Jeff Beck Group medverkar. Men de flesta andra låtarna på albumet är psykedelia med popinfluenser. "Atlantis" är Donovans senaste stora pophit.

## Låtar på albumet
(Alla låtar skrivna av Donovan Leitch)
1. "Barabajagal (Love Is Hot)" - 3:20
2. "Superlungs My Supergirl" - 2:39
3. "Where Is She?" - 2:46
4. "Happiness Runs" - 3:25
5. "I Love My Shirt" - 3:19
6. "The Love Song" - 3:14
7. "To Susan on the West Coast Waiting" - 3:12
8. "Atlantis" - 5:03
9. "Trudi" - 2:23
10. "Pamela Jo" - 4:24